# Andesschreeuwuil
De andesschreeuwuil (Megascops ingens) is een vogel uit de familie Strigidae (uilen).

## Verspreiding en leefgebied
Deze soort komt voor van Venezuela tot Bolivia en telt drie ondersoorten:
- M. i. venezuelanus: noordelijk Colombia en noordwestelijk Venezuela.
- M. i. ingens: van noordelijk Ecuador tot Midden-Bolivia.
- M. i. colombianus (Colombiaanse schreeuwuil): van westelijk Colombia tot noordwestelijk Peru.

## Status
De grootte van de populatie is niet gekwantificeerd maar de soort wordt omschreven als tamelijk algemeen. Op de Rode lijst van de IUCN heeft deze soort de status niet bedreigd.